# Francesc Oliver
Francesc Oliver fou un membre de l'orde de Sant Joan de Jerusalem durant el segle xv, i ha estat conegut com el primer traductor en català i en vers de l'obra d'Alain Chartier La belle dame sans merci, obra molt important de la literatura europea del segle xv.
Francesc Oliver fou comanador de Torres de Segre, comanda inclosa en el Priorat de Catalunya, almenys des del 1447 i fins al 1470. Des del 1459, era el lloctinent del prior de Catalunya Jaume de la Geltrú i el 1461 el príncep Carles de Viana el nomenava veguer de Lleida. També formava part de l'exèrcit que, el 1461, la Generalitat va enviar a ponent per tal d'alliberar el Príncep de Viana. Aquests indicis ens mostren com fra Francesc Oliver fou un personatge important i ben relacionat amb les esferes del poder.
En unes dates que van entre 1457 i 1469, va ser quan va traduir La belle dame sans merci d'Alain Chartier, obra apareguda a principis del segle xv en francès. Martí de Riquer, en la seva edició de la traducció catalana, proposava que l'Oliver traductor era el mateix Oliver que el 1464 es va suïcidar per amor, ja que no era correspost per Violant Lluïsa de Mur, comtessa de Luna, morta el 1467. Aquest fet fou mitificat per diferents poetes durant la segona meitat del segle: mossèn Avinyó, Pere Torroella, l'obra anònima Triste Deleitación i Francesc Moner. Evidentment, per qüestions de dates, és impossible que Francesc Oliver i aquell Oliver que es va suïcidar per amor no poden ser el mateix personatge.